# Kavalgeri, Dharwad
Kavalgeri là một làng thuộc tehsil Dharwad, huyện Dharwad, bang Karnataka, Ấn Độ.